# Gulli

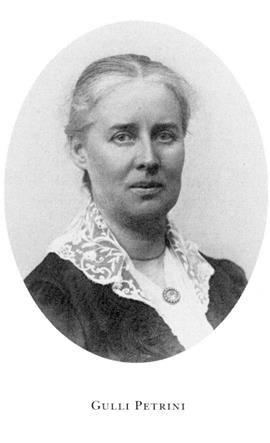
Gulli Petrini

Gulli, Gully eller Gullie är kortformer av det fornsvenska namnet Gunhild och dess medeltida latiniserade form Gunilla. Namnet har använts i Sverige sedan 1800-talet.
Den 31 december 2014 fanns det totalt 3 440 kvinnor folkbokförda i Sverige med namnet Gulli, Gully eller Gullie varav 1 729 bar det som tilltalsnamn.
Namnsdag: saknas (1986-1992: 6 november)

## Personer med namnet Gulli, Gully eller Gullie
- Gulli Lundquister, svensk textilkonstnär
- Gulli Petrini, svensk fysiker